# Prothom Alo
Prothom Alo (bengalisch প্রথম আলো Pratham Ālo; deutsch: Erstes Licht, Morgenlicht) ist eine bengalischsprachige Tageszeitung in Bangladesch. Sie wurde 1998 gegründet, erscheint in der Hauptstadt Dhaka und ist die meistverbreitete Zeitung des Landes.
Laut einer Untersuchung von Kantar MRB Bangladesh aus dem Jahr 2018 hatte Prothom Alo online täglich über 6,6 Millionen Leser. Laut Alexa Internet war das Onlineportal von Prothom Alo im Juli 2019 die weltweit meistaufgerufene bengalische Website.
Eigentümer von Prothom Alo ist der Verlag Mediastar, ein Unternehmen des bangladeschischen Unternehmenskonglomerats Transcom Group, zu dem auch die englischsprachige Zeitung The Daily Star zählt. Herausgeber und Chefredakteur von Prothom Alo ist Matiur Rahman aus der Familie der Transcom-Inhaber. Matiur Rahman war 2005 einer der Preisträger des Ramon-Magsaysay-Preises.